# Fuerte de Samaipata
Utvrda Samaipata (šp.: Fuerte de Samaipata, kečuanski za "Utvrda visinskog odmarališta"), poznata i jednostavno kao El Fuerte, je pretkolumbovski arheološki lokalitet u bolivijskim Andama, iznad grada Samaipata na krajnjem zapadu istočnog bolivijskog departmana Santa Cruz, na nadmorskoj visini od 1.920 m. Utvrda Samaipata zapravo i nije utvrda, nego svetište promjera 200 x 600 m koje je izgradio narod Chané (pleme Arawaka) kao vjersko središte starog grada (14. – 16. st.) koji se nalazio južno od brda, a sastojao se od stambenog i upravnog središta.
Fuerte de Samaipata je upisano na UNESCO-ov popis mjesta svjetske baštine u Amerikama 1998. godine jer je "velika isklesana stijena koja domira gradom ispod nje jedinstveno svjedočanstvo pretkolumbovskih vjerovanja i običaja kojih nije bilo ni u jendoj drugoj kulturi Amerika".

## Povijest
Ovo mjesto je služilo kao vjersko središte i naselje naroda Mojocoya još oko 300. godine, te se pretpostavlja da su oni započeli klesati ove stijene. U 14. stoljeću su ga zauzele Inke koje su ga učinile provincijskom prijestolnicom Huanacauri ("Duga") i stožerom za borbu protiv Chiriguana iz Chaco područja 1520-ih.
I Inke i Chane su pretrpjeli nekoliko napada Guarani ratnika koji su zaposjedali ovo područje s vremena na vrijeme. Na kraju, Guarani su osvojili ravnice i doline Santa Cruza i uništili Samaipatu. Guarani su dominirali cijelim područjem u španjolskom kolonijalnom razdoblju.
Španjolci su prepoznali stratešku važnost El Fuertea kao mjesta na putu prema rudnicima srebra Cerro Rico u Potosíju (put Asunción-La Plata, današnji Sucre), te su 1545. godine izgradili naselje u blizini hrama. Od njega su ostali samo ostaci zgrade tipične arapsko-andaluzijske arhitekture (mudejar) s otvorenim središnjim dvorištem. Španjolci su napustili naselje i preselili se u obližnju dolinu Valle de la Purificación gdje se nalazi današnji grad Samaipata.
Drevno naselje je izgubilo vojni značaj, napušteno je i ubrzo ga je prekrilo zelenilo, a posjećivali su ga samo lovci na blago i pastiri. Međutim, sjećanje na El Fuerte je preživjelo kod lokalnih ljudi, što je dovelo do posjete znanstvenika krajem 18. stoljeća, i intenzivnog proučavanja početkom 20. stoljeća.

## Odlike
Arheološko nalazište u El Fuerte je jedinstveno i obuhvaća zgrade tri različite kulture: Chanea, Inka i Španjolaca.
Chane naselje se sastoji od svetišta isklesanog u živoj stijeni na čijem zapadnom dijelu se nalaze bareljefi dvije pume koji su jedini figurativni ukrasi. Da je donje naselje postojalo prije dolaska Inka govori inka zid koji nesmotreno dijeli mnoge rezbarije kao što su dva paralelna kanala između kojih su brojni manji vijugavi kanali, zbog kojih je nazvan El Dorso de la Serpiente (zmijske šare). Na najvišoj točki je Coro de los Sacerdotes (zbor svećenika), duboko isklesan krug s trokutastim i kvadratičnim nišama u zidovima, dok je na istoku stijena koja vjerojatno predstavlja glavu pume. Južnom stijenom su nekada dominirali hramovi i svetišta, njih oko pet, od kojih su sačuvane samo niše u liticama.
Ruševine grada Inka iz vremena širenja Inka na jugoistok se sastoje od velikog središnjeg trga (poznatog kao "Trg tri kulture") s monumentalnim javnim zgradama (kao što je Kallanka koja gleda na svetu stijenu) i manjim odvojenim kućama okruženima zidićima (kancha) i terasastim poljima na južnim obroncima ispod grada; prepoznatljive odlike Inka grada. 

## Vanjske poveznice
- Museo Regional Arqueologico de Tiwanaku (šp.)
- Galerija fotografija  Arhivirana inačica izvorne stranice od 9. veljače 2012. (Wayback Machine) na ourplaceworldheritage.com